# Corps de logis

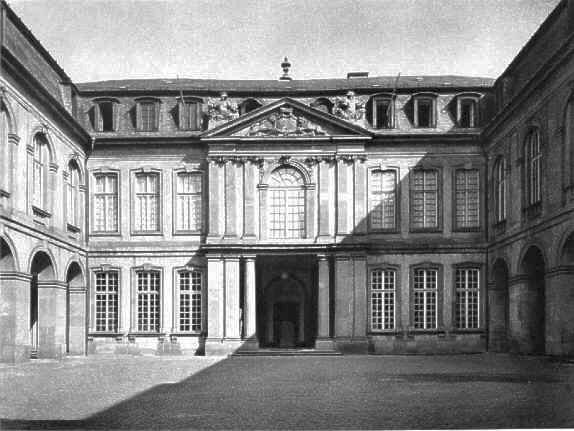
Corps de logis pałacu Thurn und Taxis we Frankfurcie nad Menem

Corps de logis – główny budynek w pałacu typu entre cour et jardin, leżący na osi między dziedzińcem honorowym (cour d’honneur) a ogrodem, znajdującym się na tyłach pałacu.